# 上侍塚古墳
上侍塚古墳（かみさむらいづかこふん）は、栃木県大田原市湯津上（ゆづかみ）にある古墳。形状は前方後方墳。下侍塚古墳と合わせて国の史跡に指定されている（史跡「侍塚古墳」）。
下侍塚古墳とともに江戸時代に徳川光圀（水戸黄門）の命で日本で最初の学術的発掘調査が行われた古墳として知られる。本項では、上侍塚古墳の北にある上侍塚北古墳についても解説する。

## 概要
| 古墳群       | 古墳群    | 古墳群    | 古墳名           | 規模   | 前方部 | 葺石 | 埋葬施設 |
| ------------ | --------- | --------- | ---------------- | ------ | ------ | ---- | -------- |
|              |           |           | 下侍塚古墳       | 84m    | 南     | 有   | 木棺直葬 |
| 上侍塚古墳   | 114m      | 南        | 有               | 粘土槨 |        |      |          |
| 上侍塚北古墳 | 48.5m     | 南        |                  | 不明   |        |      |          |
| 那須 小川    |           |           | 駒形大塚古墳     | 60.5m  | 西     | 無   | 木炭槨   |
| 那須 小川    | 吉田 新宿 | 温泉 神社 | 吉田温泉神社古墳 | 50m    | 南     | 無   | 木炭槨   |
| 那須 小川    | 吉田 新宿 | 八幡塚    | 那須八幡塚古墳   | 60.5m  | 西     | 有   | 木棺直葬 |

栃木県北東部、那珂川右岸の段丘上に築造された大型前方後方墳である。江戸時代の元禄5年（1692年）の発掘調査のほか、2021年度（令和3年度）から発掘調査が実施されている。
墳形は前方後方形で、前方部を南方向に向ける。墳丘長は114メートルを測り、那須地方の前方後方墳6基のうちでは最大規模、栃木県の前方後方墳としては藤本観音山古墳（足利市）に次ぐ第2位の規模になる。墳丘外表では葺石が認められる。また墳丘周囲では、墳丘の北・西・南側で幅約20メートルの周溝が認められる。埋葬施設は後方部墳頂における粘土槨と見られる。副葬品として、江戸時代の調査では銅鏡（捩文鏡か1）・管玉2・石釧1・鉄製品（鉄鏃18・甲冑片5・鉄器片1・鉄鉾身1・鎧板1・鎧片22・鉄刀片1）・土師器（高坏）が検出されている。
築造時期は、古墳時代中期初頭の4世紀末葉頃と推定される。下侍塚古墳とともに那須地方を代表する古墳の1つであるとともに、江戸時代の調査後には下侍塚古墳と合わせて墳丘保存のための松が植えられていることから、日本で最初の学術的発掘調査かつ調査後の文化財保護の点で考古学史上においても重要視される古墳である。
古墳域は1951年（昭和26年）に国の史跡に指定されている（史跡「侍塚古墳」のうち）。

## 遺跡歴
- 江戸時代、元禄5年（1692年）に徳川光圀の命で佐々宗淳・大金重貞による発掘調査。副葬品多数出土（『湯津神村車塚御修理』として記録、調査後は松板箱に入れて埋戻し）。
- 1951年（昭和26年）6月9日、国の史跡に指定（史跡「侍塚古墳」のうち）[4]。
- 2021年度（令和3年度）、墳丘の地中レーダー探査（公益財団法人とちぎ未来づくり財団）。
- 2021年度（令和3年度）以降、墳丘周囲の発掘調査（公益財団法人とちぎ未来づくり財団）。

## 墳丘
墳丘の規模は次の通り。

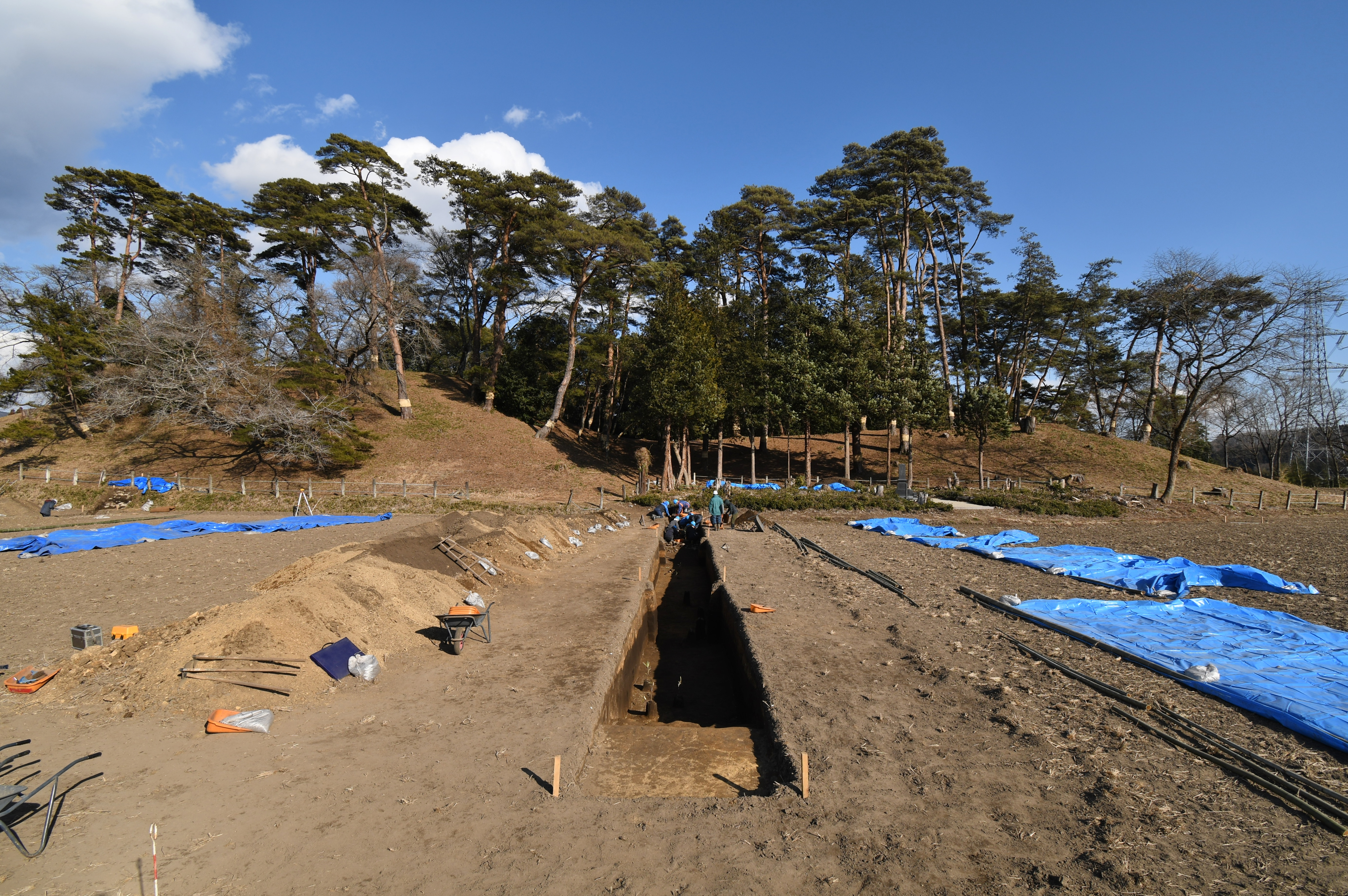
墳丘左に後方部、右に前方部（2021年度発掘調査時）。

- 墳丘長：114メートル（または112メートル[2]）
- 後方部
  - 長さ：60.5メートル
  - 幅：58メートル
  - 高さ：11.5メートル
- 前方部
  - 長さ：53.5メートル
  - 幅：52メートル
  - 高さ：6.5メートル

墳丘の北・西・南側では、幅約20メートルの周溝が確認されている。東側では硬い砂礫層まで掘り下げた状態が台地の端まで続いており、周溝は認められていない。

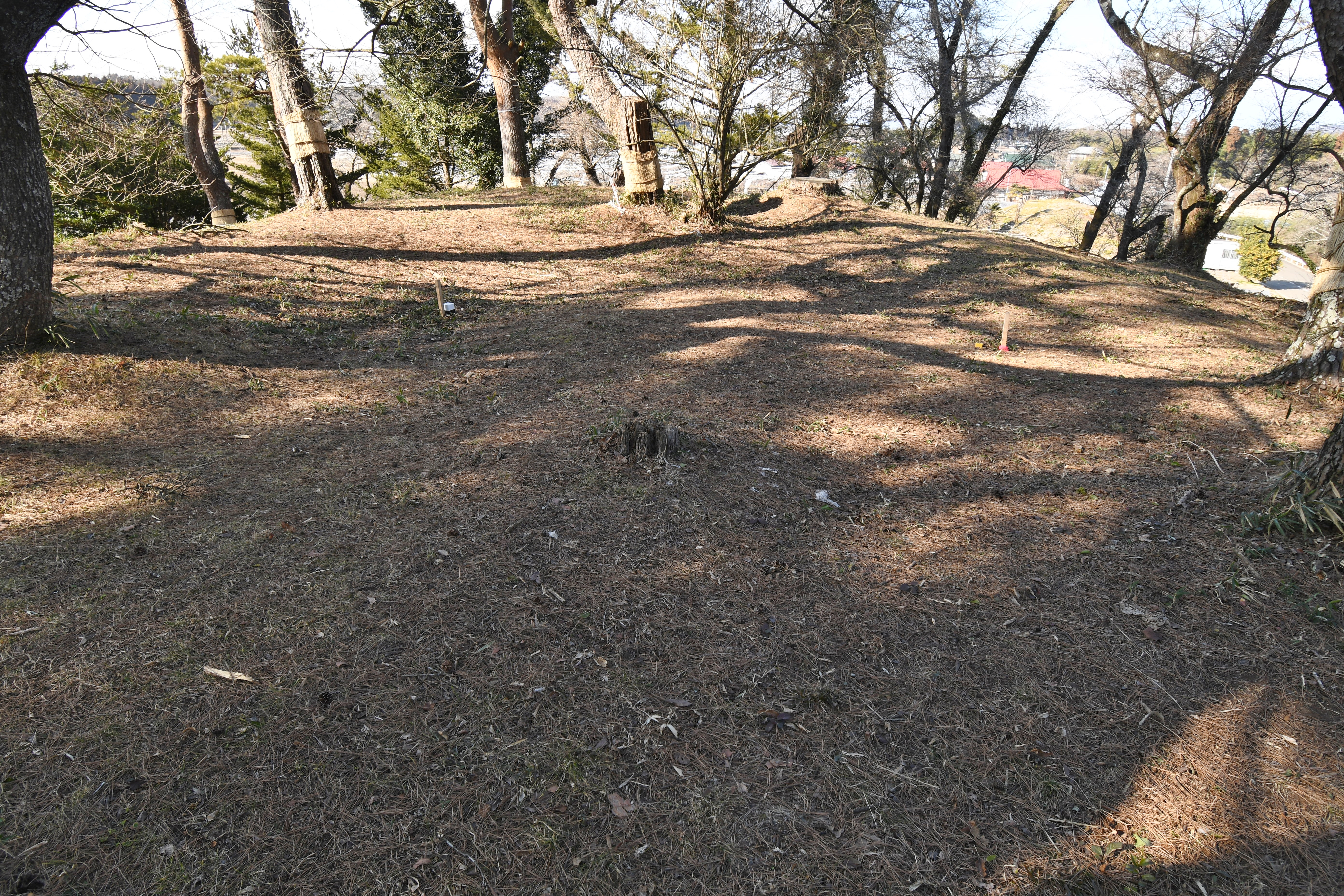
後方部墳頂
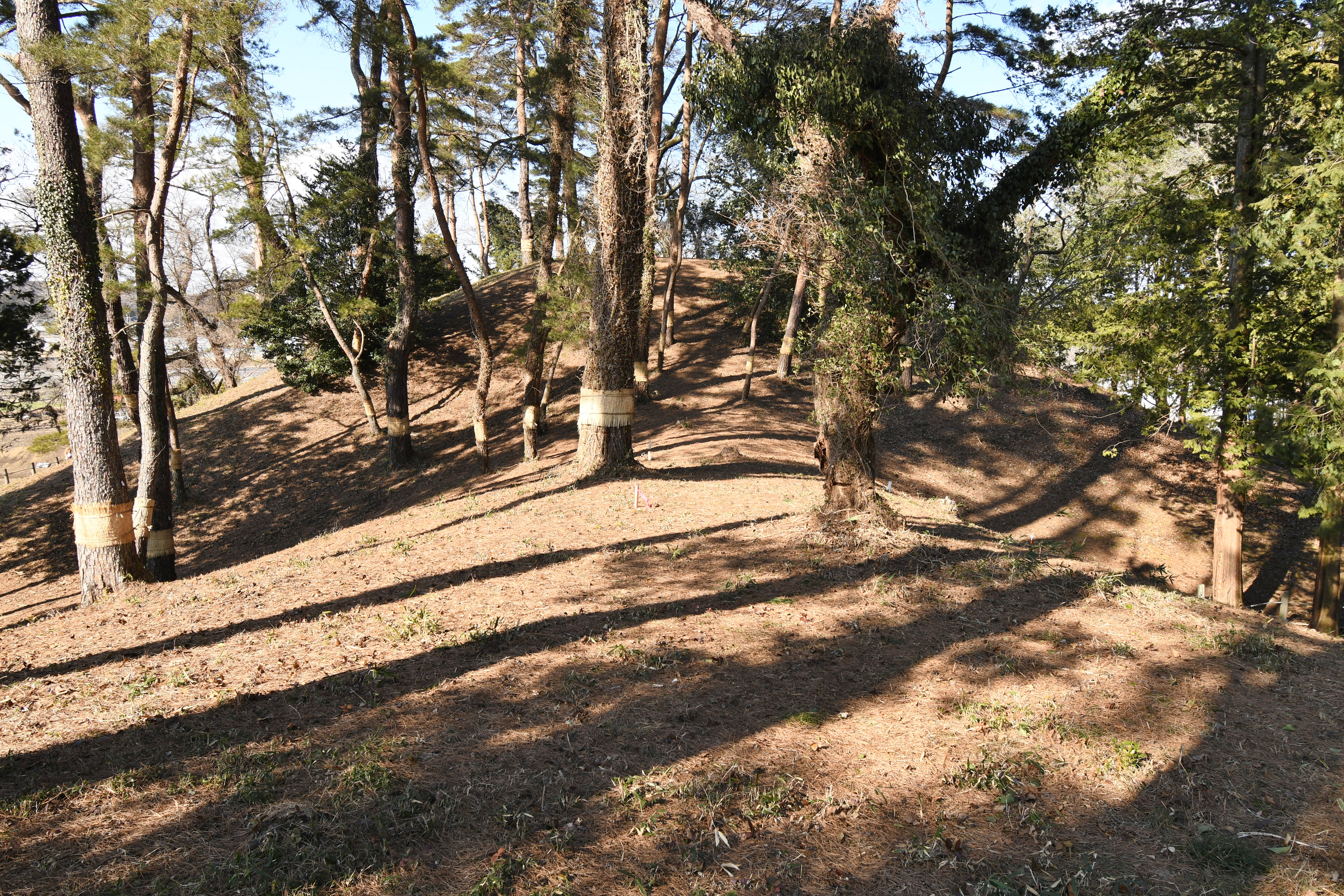
前方部から後方部を望む
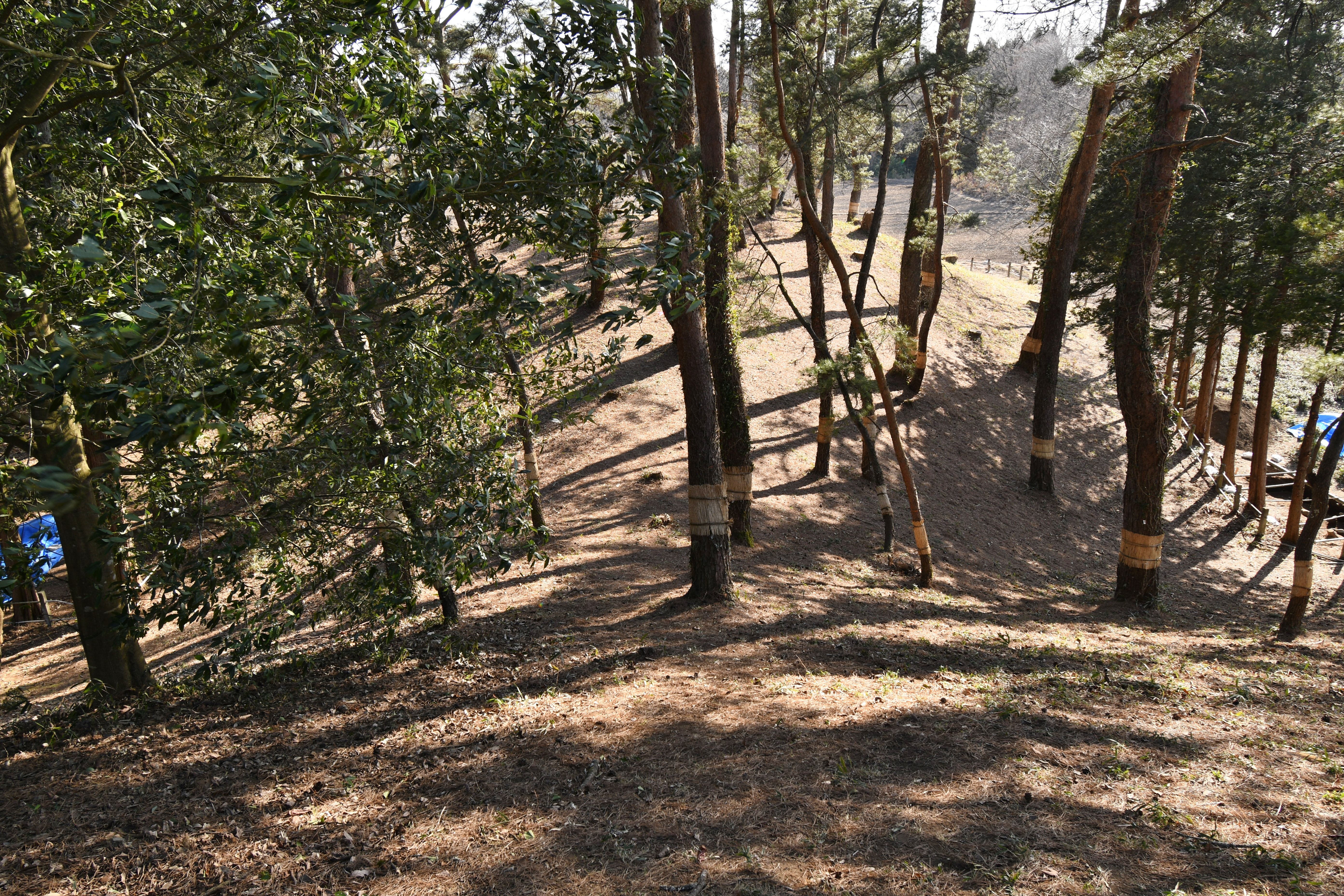
後方部から前方部を望む

## 出土品
江戸時代の調査で出土した副葬品は次の通り。
- 銅鏡 1 - 捩文鏡か。
- 管玉 2
- 石釧 1
- 鉄製品
  - 鉄鏃 18
  - 甲冑片 5
  - 鉄器片 1
  - 鉄鉾身 1
  - 鎧板 1
  - 鎧片 22
  - 鉄刀片 1
- 土師器 - 高坏。

記録によれば、調査後に出土品は松板箱に入れて8尺（約2.4メートル）下に埋めたとされる。ただし近年の地中レーダー探査では、箱に該当する応答は認められていない。

## 上侍塚北古墳

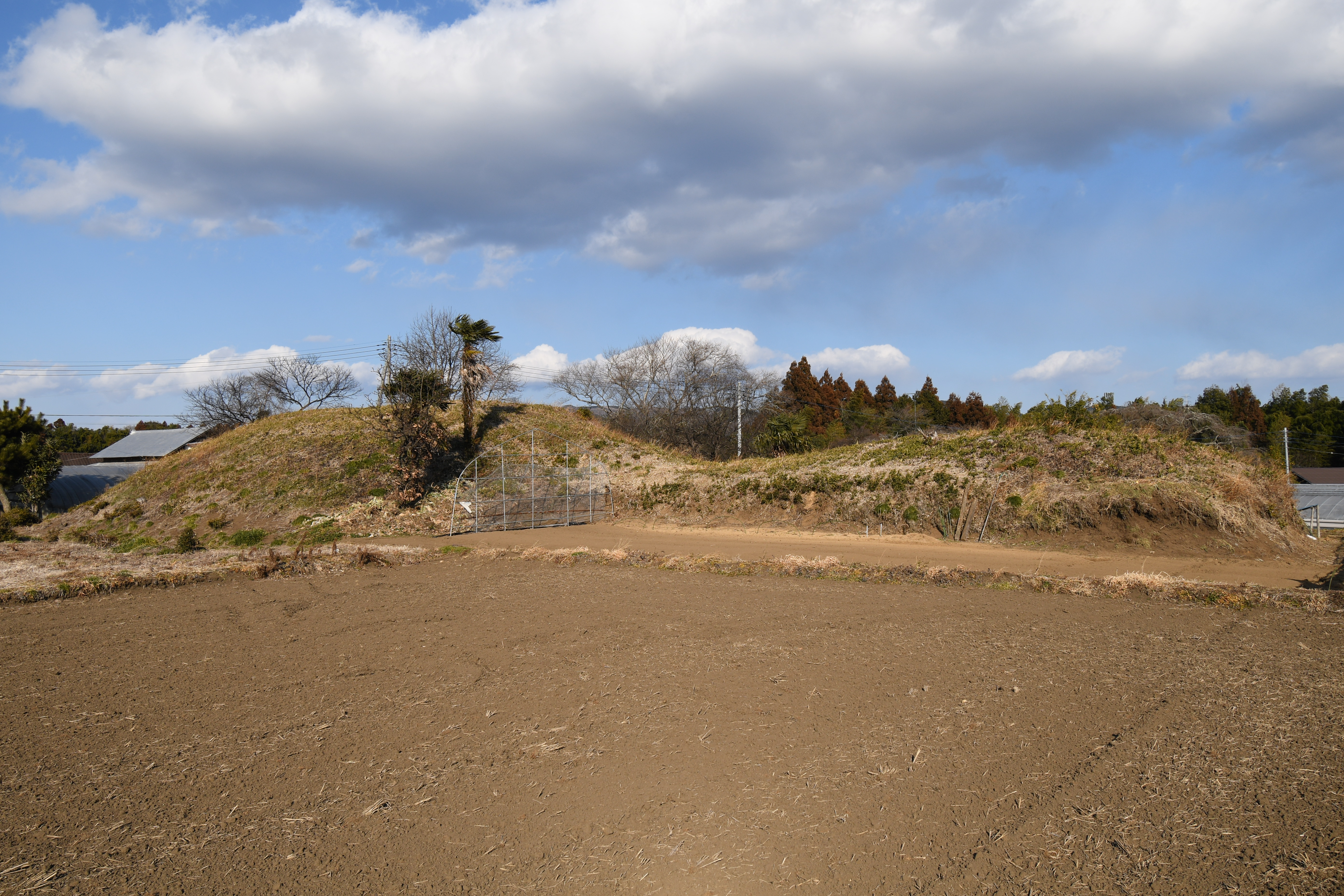
上侍塚北古墳左に後方部、右に前方部。

上侍塚北古墳（かみさむらいづかきたこふん）は、上侍塚古墳の北にある古墳。形状は前方後方墳。これまでに発掘調査は実施されていない。
墳形は前方後方形で、前方部を南方向に向ける。墳丘長48.5メートルを測るが、墳丘は現在までに大きく削平を受けている。埋葬施設は明らかでなく、副葬品も詳らかでない。

## 文化財

### 国の史跡
- 侍塚古墳 - 上侍塚古墳・下侍塚古墳を包括。1951年（昭和26年）6月9日指定[4]。

## 関連施設
- 大田原市なす風土記の丘湯津上資料館（大田原市湯津上）

## 関連文献
（記事執筆に使用していない関連文献）
- 眞保昌弘『侍塚古墳と那須国造碑 -下野の前方後方墳と古代石碑-（日本の遺跡25）』同成社、2008年。ISBN 9784886214164。
- 「上侍塚古墳 現地説明会資料」（公益財団法人とちぎ未来づくり財団埋蔵文化財センター、2021年）。 - リンクは奈良文化財研究所「全国遺跡報告総覧」。
- 「上侍塚古墳 発掘調査速報」（公益財団法人とちぎ未来づくり財団埋蔵文化財センター、2022年）。 - リンクは奈良文化財研究所「全国遺跡報告総覧」。
- 「上侍塚古墳 第1回現地説明会資料」（公益財団法人とちぎ未来づくり財団埋蔵文化財センター、2022年）。 - リンクは奈良文化財研究所「全国遺跡報告総覧」。
- 「上侍塚古墳 第2回現地説明会資料」（公益財団法人とちぎ未来づくり財団埋蔵文化財センター、2023年）。 - リンクは奈良文化財研究所「全国遺跡報告総覧」。
- 「上侍塚古墳 第3回現地説明会資料」（公益財団法人とちぎ未来づくり財団埋蔵文化財センター、2023年）。 - リンクは奈良文化財研究所「全国遺跡報告総覧」。